# Diploderma laeviventre
Diploderma laeviventre — вид ігуаноподібних ящірок родини агамових (Agamidae). Ендемік Китаю. Описаний у 2016 році.

## Поширення і екологія
Diploderma laeviventre мешкають у верхів'ях Салуїну на сході Тибету. Типова місцевість знаходиться в повіті Башо в окрузі Чамдо. D. laeviventre живуть в сухих долинах, на піщаних берегах річок, слабо порослих рослинністю.